# Hiệu ứng Meissner

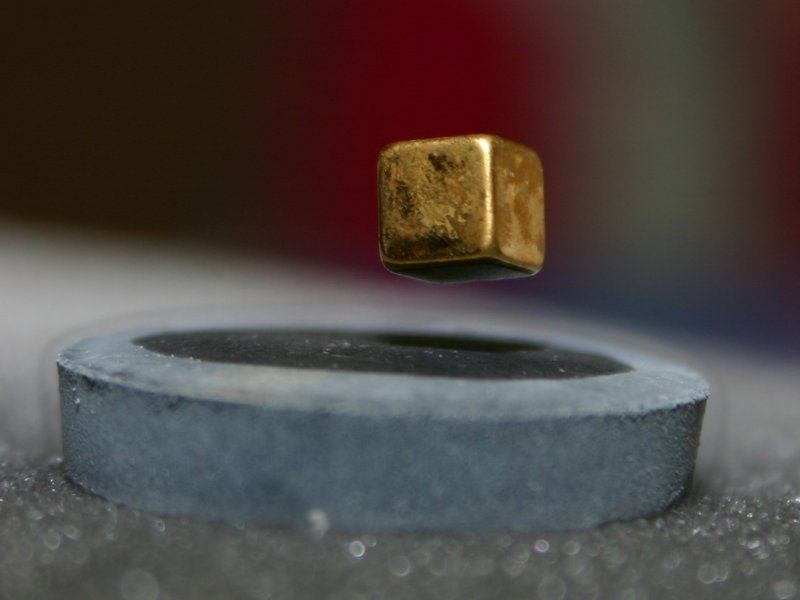
Một nam châm lơ lửng trên mặt một vật liệu siêu dẫn nhúng trong nitơ lỏng lạnh tới −200 °C, thể hiện hiệu ứng Meissner

Hiệu ứng Meissner hay hiệu ứng Meissner-Ochsenfeld là hiệu ứng từ thông hoàn toàn bị đẩy ra khỏi bên trong của vật siêu dẫn. Hiện tượng này là hiện tượng nghịch từ hoàn hảo (en:Superdiamagnetism). Từ thông sinh ra bởi vật siêu dẫn bù trừ hoàn toàn từ thông ở môi trường ngoài. Do đó, từ thông bên trong vật siêu dẫn bằng 0. Hiện tượng này được khám phá bởi hai nhà vật lý người Đức Walther Meissner và Robert Ochsenfeld vào năm 1933.

## Thí nghiệm
Hiệu ứng Meissner-Ochennfeld được hai nhà khoa học Đức Walther Meissner và Robert Ochsenfeld phát hiện vào năm 1933 một cách gián tiếp bằng cách đo sự phân bố từ trường bên ngoài các mẫu thiếc và chì siêu dẫn. Các mẫu đã bị phá hủy bởi điều kiện thí nghiệm, nhưng hai ông đã phát hiện ra sự bảo toàn từ thông: khi từ thông bên trong giảm, từ thông bên ngoài tăng. Đặc biệt hơn, đường sức từ vốn dĩ chạy xuyên qua vật thể, giờ đây đi vòng qua vật thể. Tính chất từ của vật liệu siêu dẫn đã thay đổi hoàn toàn so với vật liệu gốc.

## Lý giải
Khi thả một nam châm lên một vật liệu siêu dẫn, do sự di chuyển của nam châm, từ thông qua bề mặt vật liệu biến thiên. Khi đó, trong vật xuất hiện dòng điện Foucault. Theo định luật Lenz, dòng này có xu hướng chống lại nguyên nhân tạo ra nó (trong trường hợp này là sự chuyển động). Thông thường dòng này sẽ yếu đi nhanh chóng do điện trở, nhưng vì vật liệu siêu dẫn không có điện trở, dòng này không bị suy giảm. Do dòng điện vẫn duy trì cường độ, lực kháng sự di chuyển của nam châm không suy giảm mà vẫn giữ nguyên, khiến nam châm lơ lửng. Khi đó, từ trường trong lòng của chất siêu dẫn gần như bằng không và bị "đẩy" ra ngoài, vì từ trường bên trong nó sinh ra do dòng Foucault triệt tiêu với từ trường ngoài tác dụng vào nó.

Trường hợp tương tự cũng xảy ra khi vật siêu dẫn được thả trên một nam châm. Dòng Foucault xuất hiện trong vật siêu dẫn kháng lại mọi sự chuyển động, khiến nó bị "khóa cứng" phía trên nam châm.

Hiệu ứng Meissner:
Đường từ thông đi thẳng khi T>Tc: nhiệt độ trên nhiệt độ chuyển tiếp.
Đường từ thông đi vòng khi T<Tc: nhiệt độ thấp hơn nhiệt độ chuyển tiếp.

## Ứng dụng
Hiện tượng Meissner-Ochsenfeld còn có khá ít ứng dụng trong thực tế. Trong phòng thí nghiệm, hiện tượng này là một trong các tiêu chí nhận diện vật liệu siêu dẫn. Ngoài ra, có một số ứng dụng khác sẽ được áp dụng trong tương lai khi chất siêu dẫn điều kiện thường xuất hiện.